# Mail Today
Mail Today is een Engelstalige krant in India. Het dagblad verscheen voor het eerst in november 2007 en wordt uitgegeven door de India Today Group in een joint venture met de Britse krant Daily Mail (zelf een onderdeel van de Associated Nedwspapers Group). Associated Newspapers heeft een aandeel in Mail Today van 26 procent. De krant heeft één editie, die uitkomt in New Delhi. In 2010 bedroeg het aantal lezers zo'n 500.000.